# Ivan Holmdahl
Knut Ivan "Lukas" Holmdahl, född 28 juli 1894 i Göteborg, död 10 maj 1953 i Oscar Fredriks församling i Göteborg, var en svensk fotbollsmålvakt som spelade för Göteborgsklubbarna IFK Göteborg och  Gais.
Holmdahl debuterade för IFK Göteborg 1916 och gjorde fyra A-lagsmatcher för klubben, varav en i SM-spelet, innan han lämnade IFK för Gais, där han vann SM-guld 1919. I finalen 1919 mot Djurgårdens IF lyckades han inte hålla nollan, men väl mot rivalen IFK Göteborg i en tidigare match i samma turnering. Holmdahl spelade även för Gais i svenska mästerskapet 1920, men där blev det stopp redan i första omgången efter en svag insats av Holmdahl mot IFK Göteborg.
Ivan Holmdahl är begravd på Djurgårdskyrkogården i Göteborg.